# プラービス
プラービス (Prábis) はギニアビサウ北西部の町。ビオンボ州プラービス区に位置し、プラービス区の首府である。